# Pulo di Molfetta
Il Pulo di Molfetta è una caratteristica dolina da crollo di origine carsica che si trova a circa 1,5 km dal centro della città di Molfetta, in direzione sud-ovest, creatasi per il cedimento della volta e dei setti divisori di una o più grotte e cunicoli formatisi a partire da tempi geologici lontani e facenti parte di un sistema carsico complesso costituito dalla confluenza e intersezione di più pozzi carsici originatisi proprio in quel luogo da una serie di coincidenze di tipo geologico.
Tale processo è in divenire; per questo, dalla fine di novembre 2008, cioè da quando il sito è stato riaperto al pubblico, è espressamente vietato non solo entrare nelle grotte, ma anche accostarsi alle pareti. Il rischio di caduta di massi di dimensioni ragguardevoli o di piccole pietre - che a causa del salto di circa 30 metri possono essere comunque estremamente pericolose - è sempre presente. Il distacco di materiale può essere causato dalla sola azione meccanica dei rami mossi dal vento o dal passaggio di piccoli animali. Anche solo una lucertola può smuovere materiale e causare un potenziale pericolo. Solo la grotta n. 1 (delle 14 accatastate nel vecchio catasto delle grotte) è stata messa in sicurezza ed è visitabile. Contiene una tomba arricchita nell'ottobre del 2009 del calco dei ritrovamenti ossei reperiti durante gli scavi archeologici guidati dalla dott.ssa Francesca Radina, della Soprintendenza per i Beni Archeologici della Puglia, condotti tra il 1995 e il 2003.
Dal punto di vista amministrativo la dolina è di proprietà della Provincia di Bari.

## Etimologia
L'origine del toponimo Pulo è ignota. Il termine è attestato già dal Seicento, in quanto Domenico Santoro, pur riferendosi al Pulo di Altamura, nel 1688 scrisse "luogo detto dalli cittadini lo Pulo".

## Storia della ricerca scientifica sul Pulo di Molfetta
Il noto naturalista molfettese Giuseppe Maria Giovene comprese che la dolina era dovuto all'azione erosiva dell'acqua. Inoltre, come mostrato da documenti antichissimi (già antichi ai tempi di Giovene), il nome originario del Pulo di Molfetta era gurgio S. Leonardi. L'aver utilizzato la parola "gurgio" o "gurio", analogamente ad altri guri della Murgia, come ad esempio gurio Lamanna, ha portato a ritenere che gli antichi forse avevano intuito la vera origine della dolina. Come ha fatto notare Carmelo Colamonico, la parola "gurio" nelle Murge indica "le voragini a fondo pianeggiante" dove si raccolgono le acque di un grande bacino idrografico.

## Formazione
Questa grande voragine si apre, improvvisamente, tra i campi coltivati, nel suolo calcareo con le pareti (praticamente verticali sulla quasi totalità del perimetro) che mostrano con grande evidenza le ordinate giaciture delle stratificazioni geologiche sovrappostesi durante il processo di deposizione e successiva diagenizzazione dei sedimenti che originarono la formazione del basamento calcareo, risalente al Cretaceo inferiore, che costituisce in massima parte l'ossatura strutturale della Puglia. Tale processo di formazione viene concordemente datato dai geologi tra i 250 milioni e i 60 milioni di anni fa.
Nelle pareti a strapiombo si aprono gli spechi di innumerevoli grotte, molte delle quali disposte su diversi livelli e intercomunicanti anche in senso verticale. Sono state tutte censite e catalogate nel corso degli studi che, a varie riprese, hanno interessato questo sito sin dal XVIII secolo.
Una di queste è la cosiddetta "grotta del Pilastro", che si sviluppa su tre livelli e presenta in quello superiore un pilastro calcareo, ultimo residuo di un setto che in passato divideva in due la cavità e che presenta un restringimento di sezione in basso, lì dove le acque che si incanalano al di sotto del piano campagna in occasione degli eventi meteorici più importanti operano la loro azione di erosione e di scalzamento al piede delle sponde dell'alveo ipogeo. Quando la sezione minore del pilastro non sarà più in grado di sostenere il peso delle rocce sovrastanti, esso collasserà e si verificherà un crollo che coinvolgerà gran parte - soprattutto quella superiore - di quella parete e avrà come risultato un ampliamento del perimetro superiore del ciglio della dolina. Tanti crolli di questo tipo, successivi nel tempo, hanno portato alla conformazione attuale del sito.

## Il Pulo tra preistoria e storia
Nel Neolitico medio e inferiore (V - IV millennio a.C.) il Pulo di Molfetta era frequentato dalle comunità che vivevano nei pressi della dolina (allora molto più piccola della cavità attuale e decisamente in formazione), essendosi organizzati in villaggi all'aperto e in piano (non in grotta, come erroneamente taluni credono), come si evince dai numerosi resti rinvenuti nei dintorni, soprattutto nel fondo Azzollini e nel non lontano fondo Spadavecchia (dai cognomi dei proprietari all'epoca dei primi scavi) dove nel 1900 avvennero, a cura del Mayer, soprintendente in carica ai Beni Archeologici di Bari, le prime interessanti scoperte archeologiche. Poiché la si è trovata qui per la prima volta, tale tipologia di reperti ceramici fu denominata ceramica "Tipo Molfetta", mentre poi ne sono stati rinvenuti simili in siti diversi, ma omologhi, lungo le fasce costiere e nell'immediato entroterra pugliesi.
Degna di nota è la presenza, sul ciglio a W-SW della dolina, dell'ex convento dei Cappuccini, oggi di proprietà privata, lì edificato nel 1536 da Giacomo Paniscotti e che fu attivo fino al 1574, circa, quando i monaci si trasferirono nel nuovo convento, di dimensioni maggiori, più prossimo al centro cittadino (che allora era ancora circoscritto all'interno della cinta muraria della "città vecchia", nell'Isola di S. Andrea). Tale circostanza fece sì che l'edificio sorto nei pressi della voragine carsica, ormai abbandonato dai religiosi, a causa della sufficiente distanza che lo separava dal centro abitato, venisse adibito alla funzione di Lazzaretto, per l'accoglienza, cioè, dei malati di morbi infettivi e contagiosi quali peste, colera, lebbra, che nelle epoche passate periodicamente infestavano le aree urbane.
Infine, verso il termine del XVIII secolo, nel 1784 sul fondo del Pulo fu autorizzata dal governo borbonico una nitriera, cioè una vera e propria fabbrica - i cui resti sono stati oggetto di una campagna di scavi e relativo restauro terminato nel 2003 - in cui veniva prodotta polvere da sparo a partire dal salnitro, sale (nitrato di Potassio) contenente azoto (N) e potassio (K), riconosciuto tra i sedimenti del sito dall'abate Fortis, studioso padovano che trovavasi in Puglia perché diretto a Brindisi e che fu chiamato a dare il suo parere dal fratello del noto canonico Giuseppe Maria Giovene, grande studioso naturalista, molto attivo in quei tempi di grande influenza del Positivismo e che ha lasciato alla città di Molfetta i primi reperti di natura archeologica rinvenuti in dolina e nei suoi dintorni e ora esposti nel rinnovato Museo Diocesano cittadino.
In seguito al disastroso terremoto del 23 novembre 1980, noto come il terremoto dell'Irpinia, i cui effetti si fecero sentire in maniera pesante anche a tanti chilometri di distanza, in alcune grotte i cui accessi si protendono dalle pareti del Pulo si verificarono numerosi crolli e cedimenti strutturali che ne minarono l'assetto statico tanto da determinarne la chiusura al pubblico. Inoltre una frana ostruì l'ingresso di alcune cavità che in precedenza erano accessibili. In seguito a tali fatti si ebbe l'intervento da parte degli Enti competenti al fine della messa in sicurezza del sito e del suo recupero funzionale alla fruizione da parte del pubblico, finalmente ripartita in data 30 novembre 2008.

## Caratteristiche dimensionali e geo-morfologiche
La sua forma è subcircolare, con diametro variabile da un massimo di circa 180 m a un minimo intorno ai 140 m. La profondità massima del pianoro che si apre sul fondo è di circa 30 m dal ciglio superiore. La relativa vicinanza alla costa (poco meno di un chilometro, in linea d'aria) fa sì che il livello della falda acquifera sottostante si attesti a non oltre 10 m al di sotto del piano di sedime attuale, come verificato da recenti studi effettuati nel corso del restauro e recupero funzionale da parte dell'Amministrazione Provinciale e raccolti nel testo pubblicato nel 2007 a cura della dott.ssa Francesca Radina, a documentazione del lavoro svolto, riportato nelle note a seguire.
Esso è il più piccolo dei tre "puli" più noti della provincia di Bari, ma non per questo meno interessante. Inoltre è la dolina di questo tipo più prossima alla costa, per cui la si può considerare la più giovane, riferendosi ai tempi geologici.

Le pareti sono costituite da calcari organogeni del cretaceo inferiore della serie del cosiddetto Calcare di Bari, mentre sul fondo della dolina i blocchi rocciosi residuali dei crolli sono ricoperti da più o meno spessi strati di materiale detritico di pezzatura minore, di natura sia alluvionale sia colluviale (che ne occultano la naturale via di allontanamento delle acque meteoriche, generalmente costituita da un inghiottitoio) accumulatosi non solo nel corso delle ere geologiche, ma anche da parte della intensa opera estrattiva della "nitriera" soprattutto negli ultimi anni del XVIII secolo e il primo decennio del XIX, anche se si può dire che dopo soli sette anni, dal 1784 (gennaio) al 1791, l'attività estrattiva non sia risultata più economicamente remunerativa.
Non si può escludere che l'attività di cava sia stata estesa anche al versante della dolina che si presenta più degradato rispetto alle pareti contigue. Tale ipotesi deriva da una immagine dei luoghi giuntaci attraverso uno degli "schizzi" dell'illustratore inglese Hawkins durante la visita svolta nel 1788 insieme con un suo connazionale e lo studioso naturalista tedesco Zimmermann, sotto la guida dell'instancabile canonico Giovene.

## Le altre valenze di tipo naturalistico
Il Pulo di Molfetta non è interessante solo dal punto di vista storico-archeologico e della sua natura geologica, ma anche, e non di minore importanza, per le sue valenze naturalistiche che rendono questo sito, dimensionalmente non molto esteso, importantissimo dal punto di vista della biodiversità sia faunistica sia botanica.